# Teodoro Balbi
Teodoro Balbi (Venezia, 8 settembre 1542 – Venezia, 3 febbraio 1619) è stato un politico e militare italiano.

## Biografia
Membro dei patrizi Balbi, era figlio di Eustachio.
Combatté nella guerra di Cipro: nel 1570 era sopracomito della galea "San Teodoro"; l'anno seguente difendeva Nicosia e Famagosta, per poi partecipare alla battaglia di Lepanto al comando di quattro galee. Il suo valore gli valse la nomina a senatore.
Il 31 marzo 1578 divenne console in Siria per trentasei mesi. Tornato a Venezia nel 1582, sposò Fiordalisa Contarini ma, sembra, non ebbe figli. In questo periodo stilò una relazione sulla politica persiana, sebbene, come egli stesso affermò, si basasse solo su testimonianze indirette.
Il 12 marzo 1595 fu creato capitano di Brescia. Dal 1º ottobre 1597 prese parte al Consiglio dei Dieci. Tentò più volte l'elezione a procuratore di San Marco, ma non fu mai nominato.
Morì per un colpo apoplettico nella parrocchia di Sant'Agostino.